# Cestrum intermedium
Cestrum intermedium är en potatisväxtart som beskrevs av Sendt. Cestrum intermedium ingår i släktet Cestrum och familjen potatisväxter. Inga underarter finns listade i Catalogue of Life.